# Par le trou de la serrure
Par le trou de la serrure je francouzský krátký němý film z roku 1901. Jeho režisérem je Ferdinand Zecca (1864–1947), jeden z pionýrů francouzské kinematografie. Groteskní snímek trvá zhruba dvě minuty.

## Děj
Vrátný hotelu při úklidu chodby v horním patře nakoukne skrz klíčové dírky do čtyř pokojů. V prvním pokoji vidí ženu, jak si kosmeticky upravuje obličej. Ve druhé místnosti si všimne ženy, která si sundá paruku a falešná prsa, a zjistí, že je to ve skutečnosti transvestita. Ve třetí komoře sleduje muže, jak se ženou, která mu sedí na klíně, popíjí šampaňské víno. Na závěr se vrátný chce kouknout i do dalšího pokoje, ale jen co se nakloní, vyjde ven ze dveří host, který ho za šmírování rozzlobeně vyhodí.